# Marco Lima
Marco Antônio dos Santos Lima (Brasília, 22 de dezembro de 1967) é um militar e político brasileiro. Integrou a Câmara Legislativa do Distrito Federal em sua segunda legislatura, de 1991 a 1995.

## Biografia
Lima ingressou na Polícia Militar do Distrito Federal em 1987. Foi afastado da corporação em 1992, por conta de questões disciplinares. Presidiu a Cooperativa dos Praças da PMDF e CBMDF (Unipraças) e a Federação Nacional das Entidades de Praças do Brasil, ambos os cargos exercidos na década de 1990.
Na eleição de 1994, Lima foi eleito para a Câmara Legislativa, pelo Partido dos Trabalhadores, com 5.338 votos. Empossado em janeiro de 1995, migrou para o Partido da Social Democracia Brasileira, liderando sua bancada no parlamento. Também presidiu as comissões de Defesa dos Direitos Humanos e Cidadania e a de Economia, Orçamento e Finanças. Concorreu à reeleição no pleito seguinte, mas logrou a suplência, com 4.443 votos.
Após o término de seu mandato parlamentar, Lima concorreu à Câmara Legislativa outras duas vezes, ambas sem sucesso: em 2002 alcançou 5.486 votos e em 2010 recebeu 3.123 votos.
Em 2012, o governador Agnelo Queiroz reintegrou Lima à Polícia Militar. O decreto, contudo, teve seus efeitos sustados pelo Poder Judiciário, que o considerou ilegal.